# Trollius asiaticus
Trollius asiaticus es una especie de planta ornamental de la familia  Ranunculaceae, es nativa de Asia y Europa donde crece en lugares húmedos, especialmente en praderas y bosques.  
Es una planta herbácea que alcanza los 20-80 cm de altura, son simples o ramificadas desde la mitad. Las hojas basales son pecioladas, cordadas de 7-30 cm de longitud. Las superiores son similares a las basales con corto peciolo o sésiles. Las flores son solitarias terminales de 3.5-4.5 cm de diámetro. Los sépalos son de color naranja, raramente amarillas, los pétalos espatulados son más cortos que los sépalos.